# Sturnira bidens
Sturnira bidens е вид бозайник от семейство Американски листоноси прилепи (Phyllostomidae).

## Разпространение
Видът е разпространен в Колумбия, Еквадор, Перу и Венецуела.